# 韩文霞
韩文霞（1976年8月23日—），出生于辽宁大连，中国足球运动员，中国国家女子足球队成员，司职守门员。她曾随队参加过2000年夏季奥运会和2008年夏季奥运会。她也曾在2006年亚洲运动会中收获一枚铜牌。